# 어톤먼트
《어톤먼트》(영어: Atonement)는 조 라이트가 감독한 2007년 공개된 영국의 로맨틱 전쟁 드라마 영화이다. 이언 매큐언의 2001년 소설 《속죄》를 원작으로 한다. 이 영화에는 제임스 매커보이, 키라 나이틀리, 시얼샤 로넌, 로멀러 개리, 버네사 레드그레이브가 출연하고, 1930년대부터 시작된 사건과 그 결과를 60년 동안 기록하고 있다. 워킹 타이틀 필름스에서 제작되어 영국에서 촬영 되었다. 유니버설 픽처스가 전 세계에 배급한 이 작품은 2007년 9월 7일 영국과 아일랜드에서, 2007년 12월 7일 미국에서 개봉되었다.
이 영화는 2007년 밴쿠버 국제 영화제와 제64회 베네치아 국제 영화제에서 초연 되었다. 3,000만 달러의 제작비로 전세계에서 약 1억 2900만 달러의 수입을 올르며, 상업적으로  성공을 거뒀다. 비평가들은 영화에 대한 긍정적인 평가와 연기 공연에 대한 찬사, 영화 촬영에 대한 다리오 마리아넬리에 찬사를 보냈다. 제80회 미국 아카데미상에서 최우수 음악상 수상을 포함한 최우수 작품상, 각색상과 시얼샤 로넌의 여우조연상을 포함한 6개 부문에 후보 지명되었다. 또한 제61회 영국 아카데미상(BAFTA)에서 최우수 작품상과 미술상을 수상하였고, 제65회 골든 글로브상 영화 드라마 부문 최우수 작품상을 수상하였다.

## 줄거리
1935년 2차 세계대전 발발 직전, 영국의 부유한 탤리스 가는 풍족하고 행복한 전원생활을 즐기고 있다. 그러나 이러한 평화로움은 둘째딸 브라이어니(시얼샤 로넌 분)가 가정부의 아들인 로비(제임스 맥어보이 분)와 언니 세실리아(키이라 나이틀리 분)가 분수대 앞에서 다투는 모습을 엿본 순간 금이 가기 시작한다. 브라이어니는 자신이 짝사랑했던 로비와 세실리아의 정사를 서재에서 직접 목격하면서 극심한 분노를 느낀다. 때마침 집에 와 있던 사촌 롤라(주노 템플 분)가 누군가에게 겁탈당하는 사건이 일어난다. 브라이어니는 롤라를 범한 남자가 로비라고 거짓 증언을 하면서 로비가 세실리아에게 보냈던 편지를 부모님에게 보여준다. 경찰에 체포된 로비는 감옥과 자원입대 사이에서 어쩔 수 없이 입대를 택하게 된다. 로비가 프랑스로 파병된 사이에 세실리아는 집에서 나와 로비가 돌아오기를 기다리면서 간호사로 일하기 시작한다. 그로부터 5년 후, 브라이어니는 자신이 한 짓이 두 사람에게 얼마나 큰 고통을 주었는지 비로소 깨닫고 세실리아를 따라서 간호사가 된다. 그리고 틈틈이 지금까지 있었던 일을 소설로 쓴다. 하지만 브라이어니가 제대로 속죄를 할 겨를도 없이, 로비는 프랑스에서 영국으로 빨리 돌아가지 못하는 절망감에 빠져 허우적대다가 사망하고 만다. 그가 죽고 얼마 안 있어 세실리아 역시 독일군의 공습으로 세상을 떠난다. 홀로 남은 브라이어니는 진솔하게 두 사람의 이야기를 소설로 쓰면서 때늦은 속죄를 한다.

## 출연진
- 제임스 맥어보이 - 로비 터너 역
- 키이라 나이틀리 - 세실리아 톨리스 역
- 시얼샤 로넌 - 브라이어니 톨리스 (13세) 역
  - 로멀러 개리 - 브라이어니 (18세) 역
  - 버네사 레드그레이브 - 브라이어니 (77세) 역
- 해리엇 월터스 - 에밀리 톨리스 역
- 패트릭 케네디 - 리언 톨리스 역
- 브렌다 블레신 - 그레이스 터너 역
- 주노 템플 - 롤라 퀸시 역
- 베네딕트 컴버배치 - 폴 마셜 역